# Masein
Masein (en romanche Masagn) es una comuna suiza del cantón de los Grisones, situada en la región de Viamala. Limita al norte con la comuna de Cazis, al este y sur con Thusis, y al oeste con Urmein y Flerden.